# Edward Braxton
Edward Kenneth Braxton (ur. 28 czerwca 1944 w Chicago, Illinois) – afroamerykański duchowny katolicki, biskup diecezji Belleville.

## Życiorys
Przyszedł na świat jako trzecie z pięciorga dzieci. Do kapłaństwa przygotowywał się w Seminarium Przygotowawczym im. abpa Quigleya, Nilles College Seminary, a następnie w Wyższym Archidiecezjalnym Seminarium St. Mary of the Lake w Mundelein, Illinois. Święcenia kapłańskie otrzymał 13 maja 1970 roku z rąk kardynała Johna Cody'ego. Pracował następnie duszpastersko na terenie archidiecezji. W latach 1973–1975 studiował w Belgii na uniwersytecie w Leuven, gdzie uzyskał doktorat z religioznawstwa, a także dyplom z teologii systematycznej z oceną summa cum laude. Po powrocie do kraju był m.in. profesorem wizytującym na Uniwersytecie Notre Dame, a od 1978 sprawował funkcję Kanclerza ds. Teologicznych ówczesnego biskupa Cleveland Jamesa Hickeya. Pozostał przy swym przełożonym również wówczas gdy ten został arcybiskupem Waszyngtonu i kardynałem. Był jego osobistym teologiem. W latach 80. powrócił do rodzinnej archidiecezji gdzie został wykładowcą na Uniwersytecie Chicagowskim, jednocześnie delegowany był jako prelegent na różnego typu sympozja i kongresy eucharystyczne. W latach 1986–1992 pracował w Nowym Jorku jako cenzor tekstów katechetycznych. Po powrocie do Chicago został proboszczem parafii św. Katarzyny ze Sieny i członkiem senatu księży archidiecezji Chicago. Jego książki i artykuły z dziedziny teologii i duszpasterstwa, a także na temat afroamerykańskich katolików były drukowane w czasopismach na całym świecie. Amerykańskie katolickie szkoły i seminaria szeroko stosują jego dzieła jako podręczniki. 
28 marca 1995 otrzymał nominację na biskupa pomocniczego St. Louis ze stolicą tytularną Macomades Rusticiana. Sakry udzielił mu ówczesny zwierzchnik archidiecezji Justin Francis Rigali. Jako członek Konferencji Biskupów Amerykańskich zasiada bądź zasiadał jako członek w takich komisjach jak: ds. edukacji, nauki i wartości człowieka, diakonatu stałego, liturgii, tłumaczenia Pisma, ewangelizacji, ekumenizmu, Afroamerykan. 12 grudnia 2000 mianowany ordynariuszem Lake Charles w Luizjanie. Pięć lat później 15 marca 2005 roku przeniesiony został do Belleville w metropolii Chicago. Jego energiczne rządy sprawiły, iż w diecezji nastąpił wzrost powołań kapłańskich. Ma w zwyczaju weekendy spędzać w parafiach, przez co stara się być bliższy swym diecezjanom, pozwala mu to na poznanie problemów zwykłych ludzi. Zaapelował o odnowę duchową kapłanów i wiernych na czas 125 rocznicy powstania diecezji tj. 7 stycznia 2012 roku.